# Mehdi Momeni
Mehdi Momeni (tiếng Ba Tư: مهدی مومنی) là một cầu thủ bóng đá người Iran hiện tại thi đấu cho Paykan ở Persian Gulf Pro League.

## Sự nghiệp câu lạc bộ
Momeni gia nhập Foolad năm 2010 sau khi trải qua mùa giải trước tại Nassaji Mazandaran.

## Thống kê sự nghiệp câu lạc bộ
Tính đến 6 tháng 7 năm 2015
| Câu lạc bộ          | Hạng đấu            | Mùa giải            | Giải vô địch | Giải vô địch | Cúp Hazfi | Cúp Hazfi | Châu Á  | Châu Á    | Tổng    | Tổng      |
| Câu lạc bộ          | Hạng đấu            | Mùa giải            | Số trận      | Bàn thắng    | Số trận   | Bàn thắng | Số trận | Bàn thắng | Số trận | Bàn thắng |
| ------------------- | ------------------- | ------------------- | ------------ | ------------ | --------- | --------- | ------- | --------- | ------- | --------- |
| Foolad              | Pro League          | 2010–11             | 28           | 3            |           |           | –       | –         |         |           |
| Foolad              | Pro League          | 2011–12             | 27           | 1            |           |           | –       | –         |         |           |
| Saba Qom            | Pro League          | 2012–13             | 30           | 5            | 1         | 0         | 1       | 0         | 32      | 5         |
| Saba Qom            | Pro League          | 2013–14             | 28           | 2            | 1         | 0         | –       | –         | 29      | 3         |
| Esteghlal Kh.       | Pro League          | 2014–15             | 28           | 8            | 0         | 0         | –       | –         | 28      | 8         |
| Tổng cộng sự nghiệp | Tổng cộng sự nghiệp | Tổng cộng sự nghiệp | 133          | 19           |           |           | 1       | 0         |         |           |

- Kiến tạo

| Mùa giải | Đội bóng | Kiến tạo |
| -------- | -------- | -------- |
| 10/11    | Foolad   | 4        |
| 11/12    | Foolad   | 2        |
| 12/13    | Saba Qom | 0        |